# Force aérienne royale d'Oman
La Force aérienne royale d'Oman (Arabe : Al-Quwwat al-Jawiyya al-Sultaniyya al-'Umaniyya) est la branche aérienne des forces armées du Sultan d'Oman.

## Histoire
La force aérienne du Sultanat d'Oman (FASO) a été formée avec le personnel et des aéronefs britanniques en mars 1959. Le premier avion était un Scottish Aviation Pioneer transféré à partir de la Royal Air Force. Le premier avion armé fut le Percival Provost.
En 1968, la FASO reçut le premier des 24 avions de formation et d'attaque au sol BAC Strikemaster pour les opérations contre les insurgés dans la Guerre du Dhofar. En 1974, la FASO est élargie grâce aux commandes de Britten-Norman Islander, BAC 1-11, Vickers VC-10 et de 32 avions d'attaque au sol Hawker Hunter. En 1977, le SEPECAT Jaguar rejoint la force aérienne omanie, suivi dans les années 1980 par le BAe Hawk. 

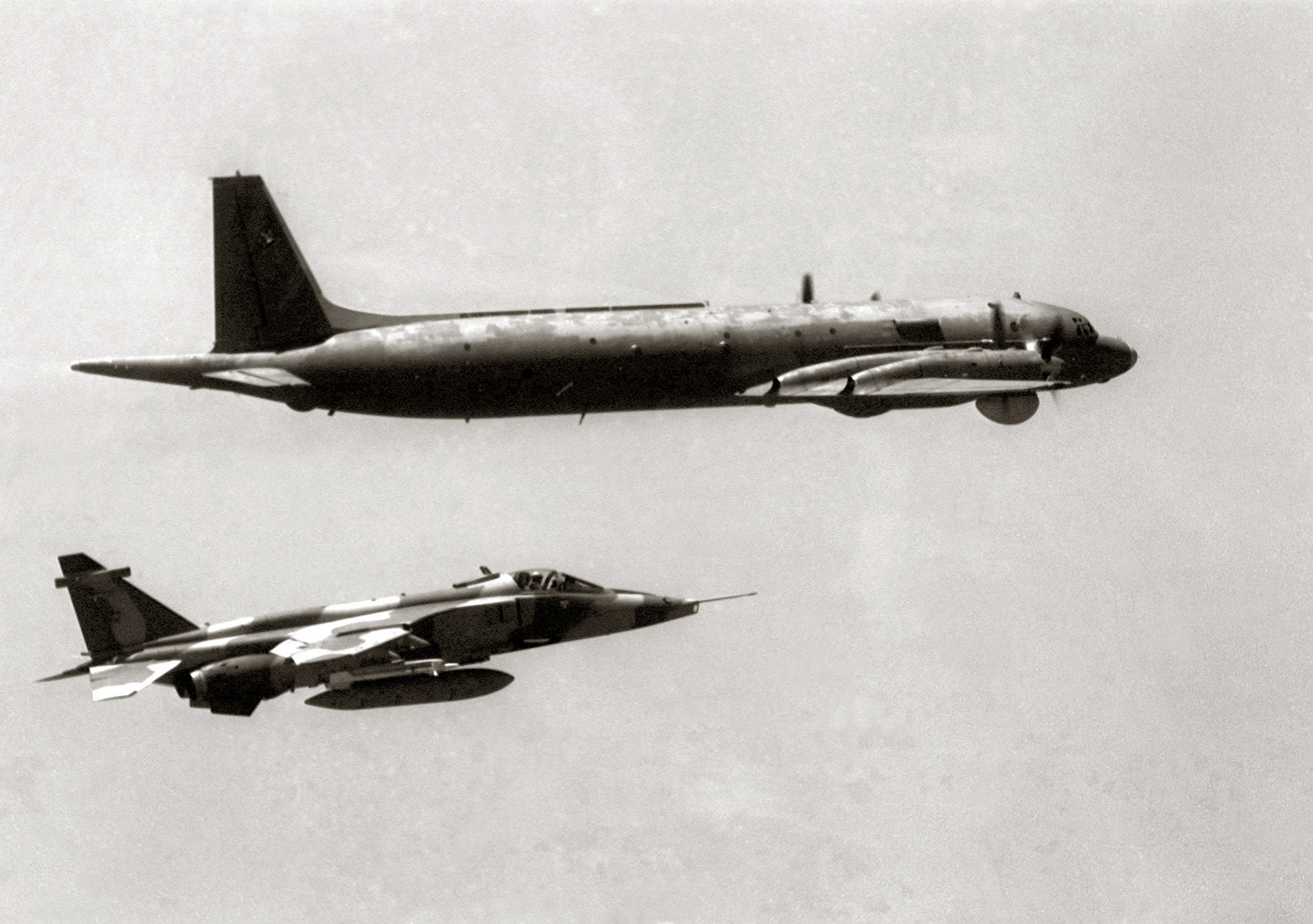
Un avion SEPECAT Jaguar s'approche d'un Iliouchine Il-38 de patrouille maritime soviétique en mai 1987. En raison du camouflage de ce Jaguar, cet avion semble être un Jaguar S(O).1 de la force aérienne du Sultanat d'Oman. La Jaguar transporte un missile air-air AIM-9 Sidewinder.

En 1990, la FASO est renommée Force aérienne royale d'Oman (FARO).
Le Sultanat d'Oman ne participera que très discrètement dans la coalition anti-irakienne durant la Guerre du Golfe. En 1993 et 1994, la FASO remplaça ses chasseurs Hawker Hunter par quatre BAe Hawk Mk 103 principalement comme chasseurs-formation et 12 monoplaces Hawk Mk 203, équipé de radar APG-66H. En septembre 1997, après l'évaluation de nouveaux avions de combat, la RAFO a décidé de mettre à niveau et d'étendre la durée de service de ses 17 chasseurs d'attaque au sol SEPECAT Jaguar jusqu'à la deuxième décennie du XXIe siècle. Un contact a été mis en place avec le ministère de la Défense du Royaume-Uni pour moderniser l'avionique des Jaguar pour 40 millions de dollars. En 2005, les livraisons des F-16, équipés de GPS/INS améliorés ont commencé. L'aéronef peut transporter un lot de missiles avancés; le missile AGM-88 HARM, JDAM, AGM-154 JSOW et WCMD. Les Block 50 sont propulsés par le F110-GE-129, tandis que les Block 52 utilisent le F100-PW-229. 
Le 3 août 2010, l'Agence de coopération de sécurité de défense des États-Unis a informé le Congrès d'une vente éventuelle de 18 F-16 Block 50/52 en direction du Sultanat d'Oman pour un contrat d'une valeur de 3,5 milliards USD. En plus des nouveaux chasseurs, le contrat prévoit la mise à niveau des 12 F-16 C/D existants dans l'inventaire de la FASO. Le 14 décembre 2011, il a été annoncé qu'Oman ait accepté d'acheter 12 autres F-16C/D Block 50 pour renforcer la flotte des 12 F-16 C/D déjà en service.
Oman envisageait l’achat d’avions Eurofighter Typhoon ou JAS 39 Gripen mais en décembre 2012, Oman commande 12 EF-2000 (9 monoplaces et 3 biplaces) et 8 Hawk 103 d'entraînement livrés à partir de mi-2017.
Les derniers Jaguar sont retirés en août 2014.

## Inventaire
[Quand ?]
| Aéronefs                       | Origine            | Type                                     | En service      | Versions                   | Notes |
| Avion de chasse                | Avion de chasse    | Avion de chasse                          | Avion de chasse | Avion de chasse            | Avion de chasse                                                                                                   |
| ------------------------------ | ------------------ | ---------------------------------------- | --------------- | -------------------------- | --- |
| Lockheed F-16 Fighting Falcon  | États-Unis         | Avion multirôle                          | 16 8            | F-16C F-16D                | Achat de 12 autres F-16 Block 50 en décembre 2011.                                                                |
| Eurofighter Typhoon            | Royaume-Uni        | Avion multirôle                          | 9 3             | FGR4 FGR4T                 | Livraisons en 2017.                                                                                               |
| Avion-école                    |                    |                                          |                 |                            | |
| BAe Hawk                       | Royaume-Uni        | Avion d'entraînement Attaque au sol      | 15 (12)         | Hawk 103 Hawk 128 Hawk 203 | Un total de 5 Hawk 103 livrés, dont 1 ex-Canadien.                                                                |
| Pilatus PC-9                   | Suisse             | Avion d'entraînement                     | 12              | PC-9M                      | |
| PAC MFI-17 Mushshak            | Pakistan           | Avion d'entraînement                     | 7               |                            | 8 livrés. |
| Avion de transport             |                    |                                          |                 |                            | |
| Lockheed C-130 Hercules        | États-Unis         | Avion de transport                       | 3               | C-130H                     | |
| Lockheed C-130J Super Hercules | États-Unis         | Avion de transport                       | 3               | C-130J-30                  | Un C-130J-30 doit être livré à la mi-2012. 2 autres commandés en août 2010.                                       |
| CASA C-295                     | Espagne            | Avion de transport                       | 4               |                            | Un contrat portant sur 8 appareils a été signé en mai 2012.                                                       |
| Airbus A320                    | Union européenne   | Transport VIP                            | 2               | A320CJ                     | |
| Hélicoptère                    |                    |                                          |                 |                            | |
| Eurocopter EC225 Super Puma    | Union européenne   | Hélicoptère de transport                 | 6               |                            | Transférés à l'escadrille royale omanaise                                                                         |
| Aérospatiale AS350 Écureuil    | France             | Hélicoptère utilitaire                   | 3               | AS 550                     | Pour l'escadrille royale omanaise                                                                                 |
| AS-332 Super Puma              | France             | Hélicoptère de transport                 | 2               | AS 332                     | |
| Agusta-Bell AB205              | Italie États-Unis  | Hélicoptère de recherche et de sauvetage | 21              | AB205A-1                   | Pour être retirés et remplacés par le NH90 et Lynx Mk 120. Un total de 37 livrés et 3 loués en provenance d'Iran. |
| Bell 206 Jet Ranger            | États-Unis         | Hélicoptère multi-usage                  | 3               |                            | 7 livrés. |
| Agusta-Bell AB212 Twin Huey    | Italie États-Unis  | Hélicoptère utilitaire                   | 3               |                            | |
| Bell 214                       | États-Unis         | Hélicoptère utilitaire                   | 5 6             | Bell 214 Bell 214ST        | |
| Bell UH-1 Iroquois             | États-Unis         | Hélicoptère de transport                 | 20              | HH-1H                      | |
| NHIndustries NH90              | Union européenne   | Hélicoptère multirôle                    | 18 (20)         | NH90 TTH                   | |
| AgustaWestland AW139           | Italie Royaume-Uni | Hélicoptère polyvalent                   | 4 (10)          |                            | 10 achetés pour l'Escadre de aérienne de la police royale omanaise.                                               |
| Westland Lynx                  | Royaume-Uni        | Hélicoptère polyvalent                   | 15              | Lynx Mk 120                | 16 livrés |

### Missiles Air-Air
- 70 Matra R550 Magic
- 860 AIM-9P/L/M Sidewinder
- 50 AIM-120 AMRAAM
- 60 MBDA MICA-IR\RF

### Missiles Air-Sol
- 20 AGM-84D Harpoon
- 80 AGM-65D/G Maverick